# Charles Frédéric Dubois
Pour les articles homonymes, voir Dubois.
Charles Frédéric Dubois (on trouve parfois Charles-Frederick) est un  naturaliste belge, né le 28 mai 1804 à Barmen (aujourd'hui district de Wuppertal) et mort le 12 novembre 1867 à Bruxelles.

## Biographie
Charles Frédéric Dubois est notamment l'auteur des Planches colorées des oiseaux de l’Europe et du Catalogue systématique des Lépidoptères de la Belgique.
Il commence Les oiseaux de l'Europe et leurs œufs en 1851, il le complète avec son fils, Alphonse Joseph Charles Dubois (1839-1921), qui l’achèvera après sa mort.

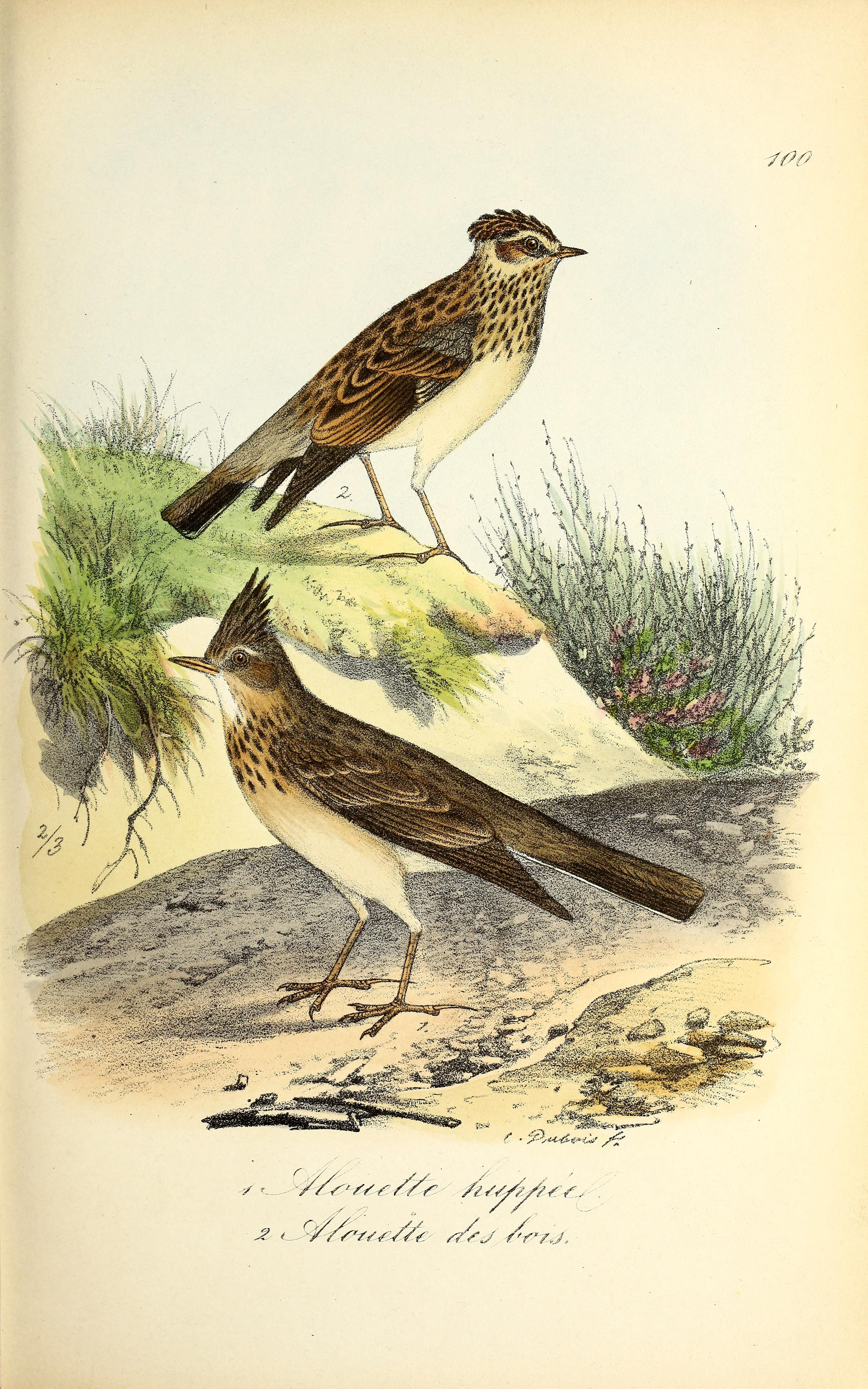
Planches coloriées des oiseaux de la Belgique et de leurs œufs

### Publications
- Les Lépidoptères de la Belgique, leurs chenilles et leurs chrysalides, par Ch.-F. Dubois & Alphonse Dubois fils, tome 2, Bruxelles & Leipzig : Librairie C. Muquardt, 1880 (lire en ligne)